# Sebaea baumiana
Sebaea baumiana là một loài thực vật có hoa trong họ Long đởm. Loài này được (Gilg) Boutique miêu tả khoa học đầu tiên năm 1972.